# 타이탄 족의 멸망
《타이탄 족의 멸망》(Clash of the Titans)은 1981년 개봉한 영화이다.

## 출연

### 주연
- 해리 햄린
- 주디 보우커
- 버제스 메러디스
- 매기 스미스
- 우슬라 안드레스
- 클레어 블룸
- 시안 필립스
- 플로라 롭슨

### 조연
- 로렌스 올리비에

## 기타
- 특수효과: 레이 해리하우젠